# Tarenna scabrida
Tarenna scabrida är en måreväxtart som beskrevs av Spencer Le Marchant Moore. Tarenna scabrida ingår i släktet Tarenna och familjen måreväxter.
Artens utbredningsområde är Sumatera. Inga underarter finns listade i Catalogue of Life.